# 上层男孩
《上层男孩》（英語：Top Boy）是一部英国犯罪电视连续剧，最初在英国第四台播出。第一季播出时间为2011年10月31日至2011年11月3日期间，该剧剧情设定在东伦敦哈克尼区虚构的夏日度假住宅，讲述了一群参与毒品交易以及拉帮结派的故事。第二季于2013年8月20日开播，该系列旨在深入挖掘伦敦人的生活面貌以及毒品如何深刻影响了这里的民众。
2017年11月，有消息称Netflix已经与阿什利·沃尔特斯和凯恩·罗宾逊两人重新定制了第三季系列十集剧情的角色。此外，该剧原班创作团队将会回归，并且，奥布瑞·德雷克·格瑞汉、阿德尔·努尔以及贾马尔·亨德森三人将担任执行制片人。第三季将于2019年在Netflix上全球首映。

## 基本剧情
第一季讲述了拉内尔的母亲莉萨被送入精神病院之后他的生活陷入窘境之中，因为他生活在一个充满犯罪的地区。另一个重要剧情就是当地毒贩杜桑纳和萨利的崛起以及他们为维持生计和生意而必须做出的艰难决定。
在警方发现尸体后，杜桑纳必须处理这些这件事情的后果同时也试图赶在萨利之前做好善后，他的唯一的一个朋友于是成了他的竞争对手。同时，拉内尔的母亲试图重现开始她的生活，杰姆想要争取拉内尔的帮助以抵抗新的威胁。此外，第二季还介绍了贾森——一个饱受虐待的青年想要在充斥暴力和毒品泛滥的世界中生存。

## 演员表

### 主演
- 艾什雷·沃特斯饰演杜桑纳
- 凯恩·鲁滨孙饰演萨利
- 马尔科姆·卡姆莱特饰演拉内尔
- 肖恩·罗穆卢斯饰演德里斯
- 沙龙·邓肯·布鲁斯特饰演莉萨
- 贾科莫·曼奇尼饰演杰姆

- 哈维恩·罗素饰演迈克尔

### 配角
- 本尼迪特·王饰演文森特(第六集)
- 齐福尔·阿比亚饰演内加尔(第六集)
- 大卫·海曼饰演乔(第四集)
- 杰夫·贝尔饰演鲍比莱克斯(第四集)
- 凯利斯顿·韦勒英饰演希瑟(第四集)
- 尼古拉斯·平诺克饰演莱昂(第四集)
- 莱蒂希娅·赖特饰演尚泰勒(第四集)
- 乔治·伍德饰演安德烈(第四集)
- 奥利维亚·穆桑吉饰演普瑞修斯(第四集)
- 瑞奇·斯玛茨饰演詹森(第四集)
- 洛林·布伦斯饰演蕾哈娜·帕克斯 (第四集)
- 瑞安娜·欧比饰演纳菲莎(第四集)
- 纳比勒·埃卢比饰演穆斯塔法(第四集)
- 达伦·莫菲特饰演马克·莱科(第四集)
- 凯西·麦凯莱饰演瑞玛尼(第四集)
- 赛勒斯·德西尔饰演李·格林尼 (第三集)
- 朱丽叶·奥尔德菲尔德饰演卡米拉(第三集)
- 保罗·安德森饰演麦克(第三集)
- 泰约·贾勒特饰演卡门(第二集)
- 阿什利·托马斯饰演杰梅因(第二集)

## 外部連結
- 互联网电影数据库（IMDb）上《上层男孩》的资料（英文）
- 豆瓣电影上《上层男孩》的資料 （简体中文）